# 1964年東京パラリンピック
1964年東京パラリンピック（1964ねんとうきょうパラリンピック）は、1964年11月8日から11月12日 に行われた夏季パラリンピック。東京1964（Tokyo 1964）と呼称される。開催時の大会名称は第13回ストーク・マンデビル競技大会。東京オリンピックの後に日本の東京で開催された。

## 概要

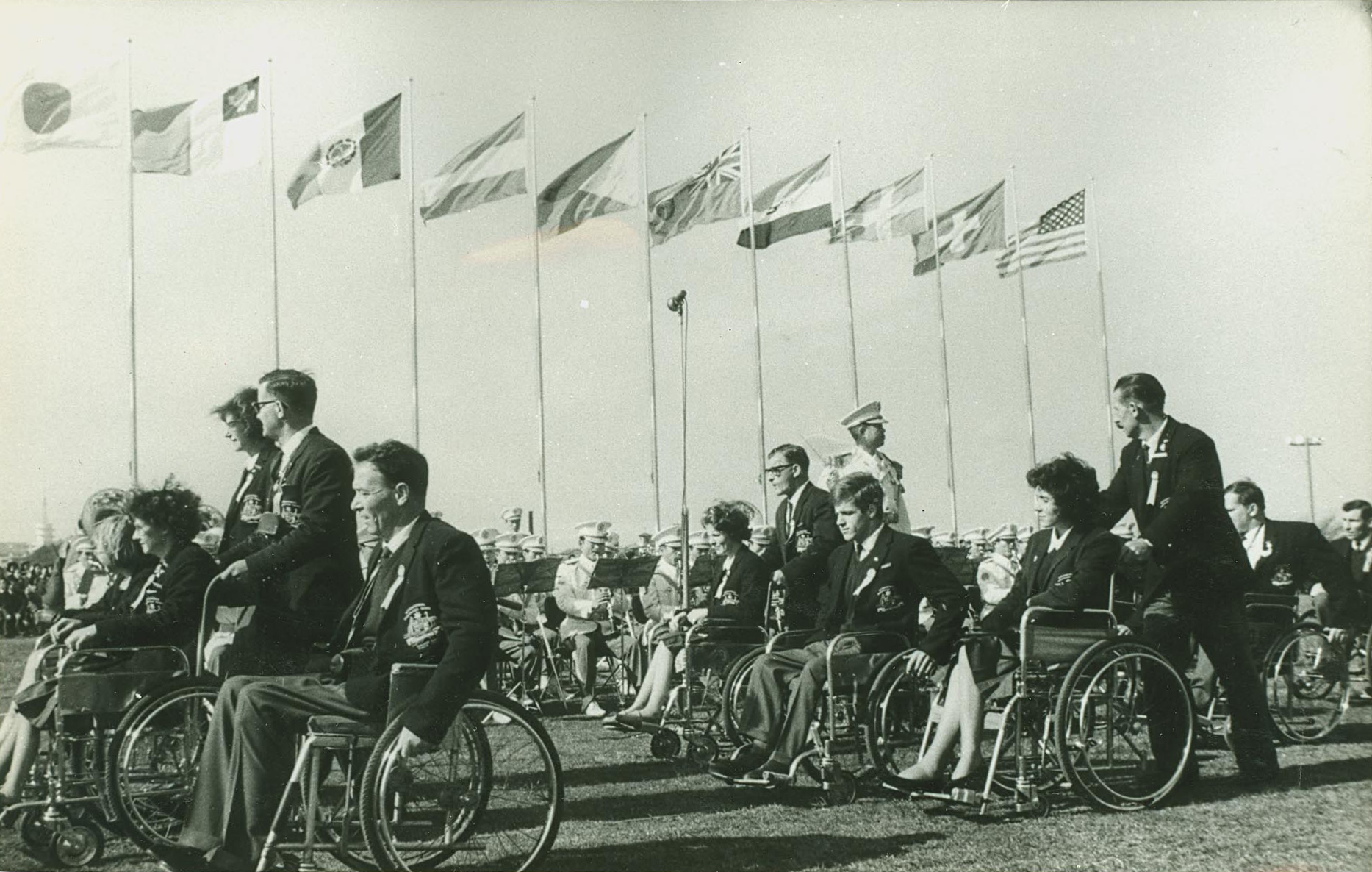
東京パラリンピックの開会式

広く全身体障害者の大会にするため第一部と第二部に分けて行われた。第一部は第13回国際ストーク・マンデビル車いす競技大会として、第二部は全身体障害者を対象にした日本人選手だけの国内大会（特別参加の西ドイツ選手数名を含む）として行われた。
資金難だったが対麻痺を意味するパラプレジアとオリンピックとの造語のパラリンピックの名称が人目を引き付け知名度が向上すると、朝日新聞厚生文化事業団主催の坂本九のチャリティーコンサート等で、総額5000万円の寄付金が集まった。
予算が限られていたので、通訳も大学生等156人のボランティアに大会前1年前から英会話レッスンし準備、選手移動も陸上自衛官101人が介助、当時海外でも珍しいリフト付バスを自動車メーカーが特注で9台製造、オリンピック村や競技会場の段差解消のスロープや手すりもオリンピック閉幕後の2日間の突貫工事で間に合わせた。
それまで日本の重度身体障害者医療は身体を動かさない事、人目につかないようにする事が普通であり車椅子の選手などはいなかったため、急遽下半身不随となった者を受け入れていた箱根療養所の入所者が選ばれ、敷地内にプールが作られるなどした。当時は障害者への偏見も根強く、選ばれた者も当初は消極的であったという。選手宣誓は水泳・車いすフェンシング（サーブル団体）に出場した青野繁夫が務めた。青野は、両種目で銀メダルを獲得した。また卓球男子ダブルスで猪狩靖典・渡部藤男組が日本選手団唯一の金メダルを獲得した。メダリスト第1号はアーチェリーとダーチェリーで銀と銅を獲得した安藤徳次（箱根療養所）である。
日本が獲得したメダル10個のうち7個は箱根療養所の入所者によるものだった。海外選手は職業を持っていたが、日本人選手53名のうち職業を持っていたのは自営業5名のみで、車椅子で会社勤めができない日本の国内事情が現れていた。
東京パラリンピックを契機として日本において障害者スポーツが広く認知されるようになり、普及していった。障害者の自立や社会参加・貢献が、障害者自身と社会を幸せにする事を目の当たりにした日本人選手の中には、義肢装具の職人として義肢の工夫をして、動きやすい義肢製作をした。
2016年、当時のトレーニング風景や入場式の様子を映した映像が発見された。

## 開会式
1964年11月8日午前10時より、パラリンピック選手村（代々木選手村）にて開催された。主賓として皇太子明仁親王及び皇太子妃美智子夫妻、東龍太郎東京都知事、神田博厚生大臣 らが出席した。この開会式の観客は全員が招待客のみで一般の人は入場できなかった。

## 実施競技
- アーチェリー
- 陸上競技
- ダーチェリー
- スヌーカー
- 水泳
- 卓球
- 重量挙げ
- 車いすバスケットボール
- 車いすフェンシング

## 日本の競技状況
日本は障がい者スポーツが海外からもたらされ芽が出ていた頃であったため、スポーツに関する技術・道具に海外の選手と比べて歴然の差があった。競技によっては、対戦相手に当時一番弱いとされた海外チームと組んでもらったという。また、車いすバスケでは相手チームにボールを渡され、レクチャーをされながらシュートを譲られたというエピソードも残されている。このころから障がい者スポーツ改革が始まり、こと車いすバスケに関しては、前述の話が残されている状況から2020年東京パラリンピックでは銀メダルを獲得するなど競技レベルの向上につながっている。

## 各国のメダル獲得数順位
| 東京パラリンピック 獲得メダル数 | 東京パラリンピック 獲得メダル数 | 東京パラリンピック 獲得メダル数 | 東京パラリンピック 獲得メダル数 | 東京パラリンピック 獲得メダル数 | 東京パラリンピック 獲得メダル数 |
| 順位                            | NPC Name                        | 金                              | 銀                              | 銅                              | 合計                            |
| ------------------------------- | ------------------------------- | ------------------------------- | ------------------------------- | ------------------------------- | ------------------------------- |
| 2                               | イギリス                        | 18                              | 23                              | 19                              | 60                              |
| 3                               | イタリア                        | 14                              | 15                              | 24                              | 53                              |
| 4                               | オーストラリア                  | 11                              | 11                              | 8                               | 30                              |
| 5                               | 南ローデシア                    | 10                              | 5                               | 2                               | 17                              |
| 6                               | 南アフリカ共和国                | 8                               | 8                               | 3                               | 19                              |
| 7                               | イスラエル                      | 7                               | 3                               | 10                              | 20                              |
| 8                               | アルゼンチン                    | 6                               | 15                              | 16                              | 37                              |
| 9                               | ドイツ                          | 5                               | 2                               | 3                               | 10                              |
| 10                              | オランダ                        | 4                               | 6                               | 3                               | 13                              |
| 11                              | フランス                        | 4                               | 2                               | 4                               | 10                              |
| 12                              | オーストリア                    | 4                               | 1                               | 4                               | 9                               |
| 13                              | 日本                            | 1                               | 5                               | 4                               | 10                              |
| 14                              | ベルギー                        | 1                               | 0                               | 2                               | 3                               |
| 15                              | スイス                          | 0                               | 1                               | 0                               | 1                               |
| 16                              | マルタ                          | 0                               | 0                               | 2                               | 2                               |
| 17                              | スウェーデン                    | 0                               | 0                               | 1                               | 1                               |

### 日本人メダリスト
- 金メダル
  - 猪狩靖典・渡部藤男組 - 卓球男子ダブルス
- 銀メダル
  - 斉藤定一・原沢茂夫・青野繁夫 - 車椅子フェンシング男子サーベル団体
  - 安藤昇一・松本毅・安藤徳次 - 男子アーチェリーAlbion団体[9]
  - 安藤昇一・松本毅・斉藤定一 - 男子アーチェリーFITA団体[9]
  - 青野繁夫 - 競泳男子50メートル自由形 (class 5)
  - 山崎武範 - 卓球男子シングルス
- 銅メダル
  - 牧岡節美 - 競泳男子50メートル自由形 (class 4)
  - 松本毅・安藤徳次組 - ダーチェリー混合ダブルス[9]
  - 小笠原文代・井上千代乃組 - 卓球女子ダブルス[10]
  - 大塚一成 - 卓球男子シングルス

## 関連文献
- 稲泉連『アナザー1964　パラリンピック序章』小学館、2020年3月
- 佐藤次郎『1964年の東京パラリンピック　すべての原点となった大会』紀伊國屋書店、2020年5月